# العمارة في الأردن

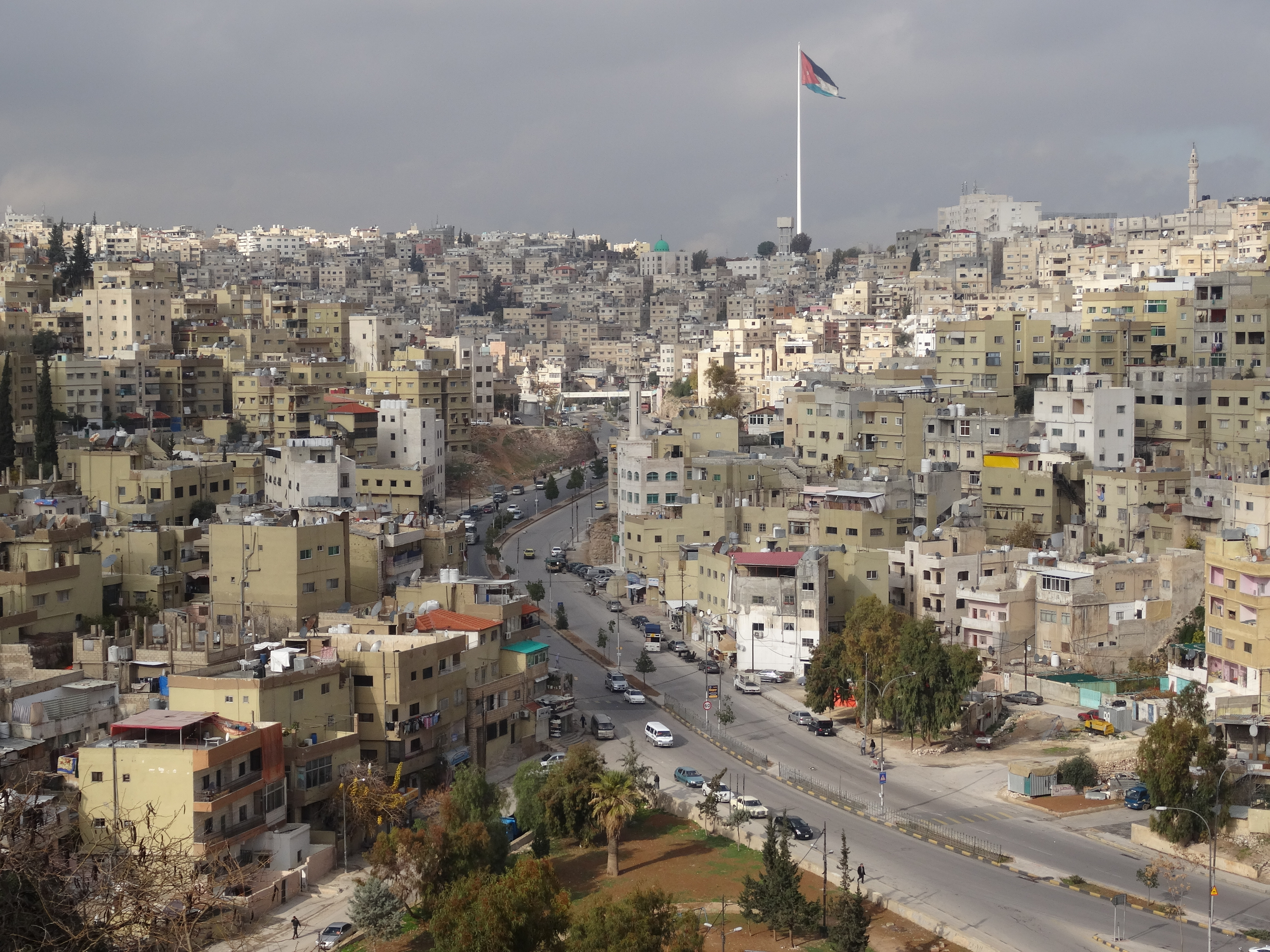
مركز مدينة عمان (عاصمة الأردن)

شهدت الهندسة المعمارية في الأردن تطوراً كبيرًا، وخصوصًا في السنوات الأخيرة من القرن العشرين. يُعتبر الأردن بلد شبه جاف ويقع في الشرق الأوسط، ويحظى موقعها بأهمية كبيرة عند المسيحيين والمسلمين واليهود حيث يُعتبر جزءا من الأرض المقدسة.
يمكن أن تُنسب الهندسة المعمارية التقليدية في الأردن إلى العديد من العوامل التي لعبت دورًا حاسمًا في تشكيل الثقافة الأردنية. تشمل هذه العوامل مجموعات متنوعة من الأشخاص الذين عاشوا في هذه الأرض، والمناخ الساد السائد، والتضاريس التي تتسم بوجود وادي نهر الأردن، والبحر الميت، والمرتفعات الأردنية. ونتيجة لزيادة التحضر والانفتاح على الاتجاهات المعمارية العالمية، بدأت العمارة الأردنية في تجانس الأشكال التقليدية للهندسة المعمارية التي سادت المنطقة.

## خلفية تاريخية
يمكن تعقب الأدلة على وجود السكان في الأردن إلى العصر الحجري القديم. ويُعزى تنوع أسلوب العمارة الأردنية مثل المعابد والقلاع والمساجد إلى الثقافات واسعة النطاق التي سكنت المنطقة. تشمل هذه الثقافات الممالك الثلاث أدوم وموآب وعمون، بالإضافة إلى الإمبراطورية الرومانية والمملكة النبطية والدولة العثمانية. ونظرًا لعدم وجود مهندسين معماريين أردنيين مؤهلين في هذه الفترة الزمنية، فقد تم تشييد المباني من قبل بناة محليين أو عرب من الدول المجاورة مثل سوريا وفلسطين.

## عمارة البتراء
تعتبر الهندسة المعمارية في البتراء هي الأكثر شهرة في الأردن بسبب شعبيتها بين السياح، كانت البتراء مدينة في قلب التجارة بين الشرق الأوسط والإمبراطورية الرومانية. بُنيت المستوطنات الأصلية في البتراء من الحجارة والطين. وكانت التصميمات بسيطة ومن المحتمل أنها كانت تستخدم لتخزين أمتعة المسافرين. عندما بدأ عدد السكان في البتراء في الزيادة، تم تضمين تصاميم شركائهم التجاريين في البنية التحتية مثل القبور والنصب. وكان أسلوبهم المعماري نبطيًا، حيث امتزجت تأثيرات الحضارات الآشورية والمصرية واليونانية والرومانية. تعتبر الواجهات الصخرية من المعالم الأثرية الأكثر شهرة في البتراء.
استخدم العمال أدوات رئيسية للعمل على الحجارة عند بناء هذه المعالم منها المعول، والإزميل المدبب لتنعيم القطع الخشنة،  وغالباً ما تم استخدام الجص عند حدوث أخطاء على وجه الصخر للصق قطع جديدة من الصخور. يقوم البناء بقطع الخطأ من النصب واستبداله.

### الخزنة

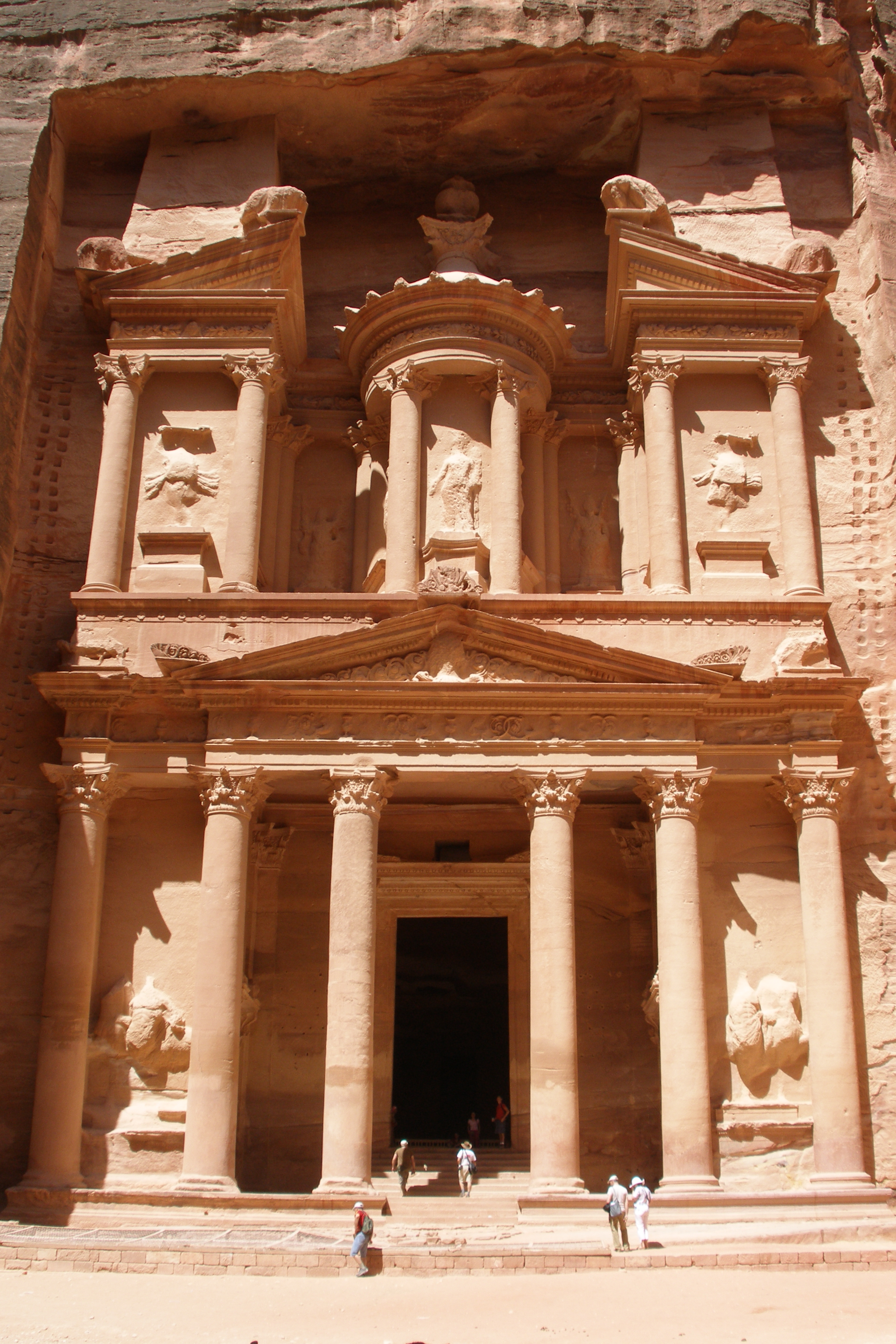
الخزنة

الخزنة هي نصب تذكاري منحوت في واجهة الصخر الرملي في البتراء، نُحتن في عهد الملك النبطي الحارث الرابع ملك الأنباط في بداية القرن الأول الميلادي. يبلغ عرضها 80 قدمًا وارتفاعها 127 قدمًا.
بُنيت من الأعلى إلى الأسفل باستخدام الأزاميل والمطارق الحديدية فقط. في الجزء العلوي، تزين واجهة الصخرة بتماثيل الأمازونيات والانتصارات، وفي الوسط تقف شخصية نسائية على الثولوس (بناء دائري). تدعم الأعمدة المزخرفة الهياكل المتنوعة، يحرس المدخل تماثيل التوأمين كاستور وبولوكس، وهما شخصيات في الأساطير اليونانية والرومانية. تآكلت هذه التفاصيل التعقيدية مع مرور الزمن، يؤدي المدخل إلى ثلاثة حجرات منفصلة. في حين أن المظهر الخارجي للمبنى معقد، إلا أن الجزء الداخلي بسيط إلى حد معقول دون أي تصميمات مزخرفة.

### الدير

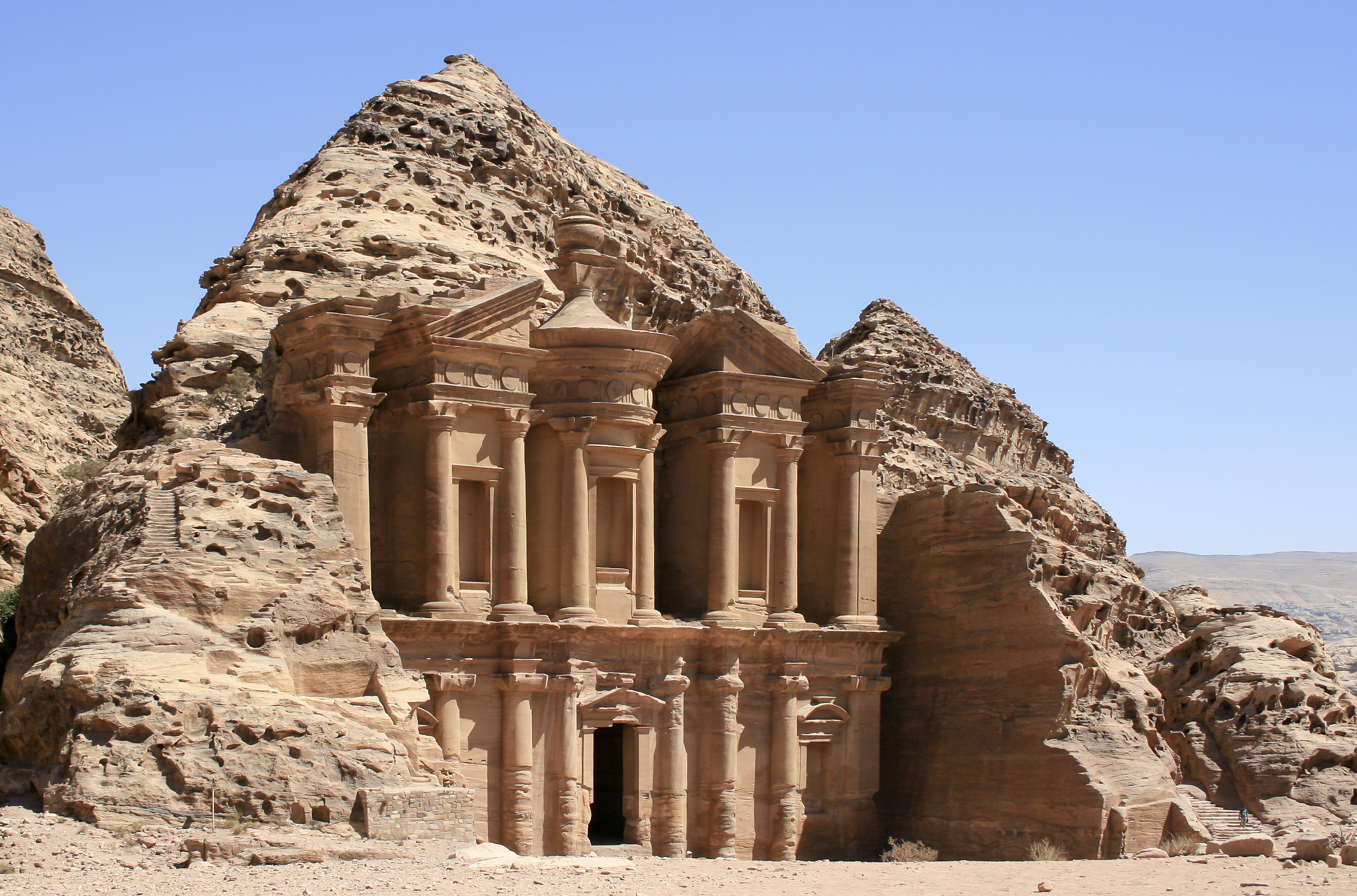
الدير

الدير مبنى أثري محفور بالصخر يُعتبر مثالًا على أحد المقابر الموجودة في البتراء، يُعتقد أنه أكتمل بناء هذا القبر في منتصف القرن الأول الميلادي كتكريم للملك أوبوداس الثالث. يبلغ ارتفاع المبنى 50 مترًا وارتفاعه 45 مترًا. تتكون الزخارف الدورية البسيطة على الواجهة الخارجية للمبنى من انعكاسات دائرية متناوبة ورسومات ثلاثية.
الأعمدة الموجودة على الواجهة الخارجية للمعلم تتبع جميعها الطراز النبطي. يحتوي الجزء الخارجي للمبنى على عدة منافذ ضخمة كانت تحتوي في السابق على تماثيل ولكنها لم تعد موجودة. يُعتبر هذا القبر مثالًا على تطور أشكال العمارة النبطية. حيث يفتقر إلى النقوش والتفاصيل المعقدة الموجودة في المعالم الأخرى مثل الزنة، ويعتبر مثالًا على كيفية تحول أشكال العمارة النبطية من التعقيد إلى البساطة.

## العمارة العامية في الأردن
العمارة العامية هي أسلوب معماري يتميز بالمنازل المبنية بما يتوافق مع الاحتياجات، والمواد المستخدمة في البناء والتقاليد الخاصة بموقعها المحلي. تم استخدام الهندسة المعمارية المحلية داخل الأردن من قبل الثقافات شبه البدوية استجابةً للسمات البيئية والمناخية والاقتصادية في الأردن.

### البيت الصحراوي
كان المنزل التقليدي للسكان الذين يعيشون في الصحراء المعروفين بالبدو عبارة عن خيمة، لها أحجام مختلفة، تُقسم لعدة غرف وفقًا لحجم الأسرة. يعمل البدو على تربية الماشية والأنشطة الزراعية، ولم يكن للخيمة استخدام ثابت على الرغم من أن إمكانية استخدامها لتربية الماشية. وكانت تُصنع من مواد في متناول اليد، وتُدعم بأعمدة خشبية، ويُصنع الجُزء الخارجي من الألياف الحيوانية. الغرض الرئيسي من الخيمة هو الحماية من الظروف الجوية القاسية، مثل هطول الأمطار الغزيرة، ودرجات الحرارة المرتفعة، ويُمكن فتح أحد جوانبها لتوفير تهوية طبيعية.

### قرى مرتفعات شرق الأردن
قبل تأسيس الأردن كدولة مستقلة في عام 1946، كان سكانها يتألفون بشكل رئيسي من شبه البدو المستقرين في القرى. وفي أوائل القرن التاسع عشر شجعت الإمبراطورية العثمانية السكان للزراعة لتعويض النقص في الإنتاج الزراعي في البلقان. وأدى قانون الأراضي العثماني لتقسيم المجتمع القروي إلى مجموعتين ملاك الأراضي والمزارعين.
يعيش ملاك الأراضي بشكل رئيسي على أراض مرتفعة في منازل لها فناء وسقف مقبب وتفاصيل مُتقنة،  بينما يسكن الفلاحون في مساكن صغيرة متفرقة في الأجزاء السفلية من القرية، تتكون عادةً من غرفة واحدة، تبلغ أبعادها نحو 400 سم × 600 سم. تتكون جدرانها من عدة طبقات، تُصنع الطبقة الخارجية من الحجر الجاف، والطبقة الأخرى من تربة مخلوطة بحجارة صغيرة.
يُقسم الفراغ الداخلي بجدار مقوس غالبًا ما يكون مبنيًا بحجر جاف، يختلف سمكه من 50 إلى 100 سم. ويُستخدم فراغ المعيشة كغرفة نوم في الليل، وتحتوي منازل الفلاحين على باب واحد يوضع بشكل موازي للجدار المقوس.

### بيت وادي الأردن
المنازل التقليدية في وادي الأردن عادة ما تكون عبارة عن وحدات ذات أسقف مسطحة وطابق واحد، تُبنى بالطوب الطيني المجفف بالشمس، ويُعتبر هذا الطوب مناسبًا للمنطقة، حيث يحافظ على درجة حرارة مريحة داخل المنزل عندما تصل درجات الحرارة إلى 50 درجة مئوية. ويبلغ سمك الجدران نحو 50 سم. تتألف المنازل من عدة غُرف، ونادرًا ما تكون غرفة واحدة، يحتوي القسم الرئيسي على نوافذ صغيرة وباب للدخول.

## العمارة الأردنية الحديثة
أثرت الظروف الاجتماعية والاقتصادية المتغيرة على العمارة الأردنية الحديثة بعد الاستقلال. وباتت الهندسة المعمارية تحت تأثير المفاهيم العالمية. وعكست المباني الحديثة الاتجاهات المعمارية العالمية بدلاً من اتباع الأساليب العامية التقليدية، وكان هذا أيضًا نتيجة لزيادة عدد المهندسين المعماريين المؤهلين الذين درسوا في البلدان الأجنبية، حاول البعض دمج معالم التراث المعماري المحلي مع أنماط عالمية جديدة في محاولة لإيجاد هوية معمارية داخل الأردن، وتميزت المباني بالمواد المتطورة بما في ذلك الخرسانة، والرخام، والزجاج، والمعادن وبلاط الأسطح وتنوع وظائفها.
| مشروع                                           | تاريخ التنفيذ | الموارد التراثية    |
| ----------------------------------------------- | ------------- | ------------------- |
| مبنى البرلمان الأردني                           | 1980          | اسلامية             |
| وزارة الاتصالات وتقنية المعلومات                | 1982          | نبطي                |
| حدائق الملك عبدالله الأول                       | 1988          | روماني              |
| قاعة مدينة أمانة عمان الكبرى                    | 1997          | الإسلامية / العامية |
| التخطيط العمراني والمناظر الطبيعية في رأس العين | 1997          | الرومانية / العامية |
| نزل فينان البيئي                                | 2005          | عامية               |

### المباني البارزة

#### مبنى البرلمان الأردني
كان مبنى البرلمان الأردني أحد المحاولات الأولى لتمثيل التراث المعماري الإسلامي للأردن، حيث أشار المهندس المعماري إلى قبة الصخرة في المشروع. ويتجلى ذلك أيضًا في الشكل ثماني الأضلاع والأقواس المتكررة، ويظهر الطراز الحديث في الواجهة الضخمة، واستخدام الطوب المجوف والزجاج.

#### فندق لو رويال
يجمع فندق لو رويال في عمان بين الهندسة المعمارية العربية والإسلامية ليشبه تصاميم برج بابل والملوية في العراق. يأخذ المبنى طابعه من أصول المالك العراقية، ويتجلى ذلك في الجمع بين إبداع التصميم وأساليب البناء الحديثة. يبلغ ارتفاعه 108 متر، وكان عند اكتماله أطول مبنى في الأردن.

#### نزل فينان البيئي

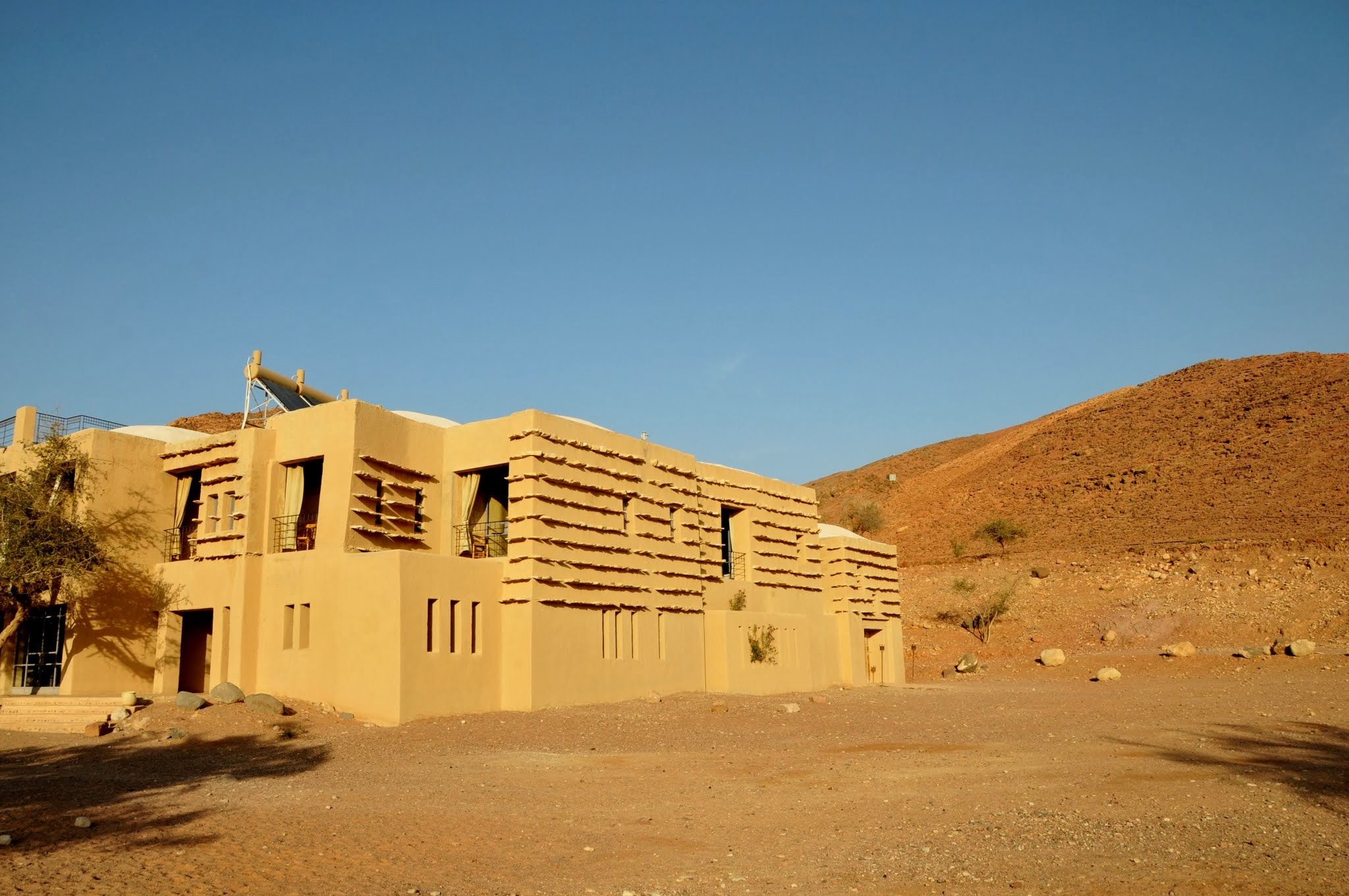
نزل فينان البيئي

صممه المهندس المعماري عمار خماش،  ويقع في محمية ضانا للمحيط الحيوي، وكان نزل فينان البيئي أحد أولى خطوات الأردن نحو السياحة البيئية. ويتأثر بالهندسة المعمارية الصحراوية في المناظر الطبيعية القاحلة، ويدمج الحفاظ على البيئة والتنمية الاجتماعية والاقتصادية.
ويرتبط بالطابع المحلي في المنطقة باحتوائه على القباب والجلد الطيني. ويُعد مثال على استخدام الحلول الهجينة من خلال الجمع بين المواد والبنية التقليدية مع متطلبات البناء المعاصرة وتقنيات التصميم البيئي.

## مواقع التراث العالمي لليونسكو
يضم الأردن خمسة مواقع تراث عالمي مُدرجة في قائمة اليونسكو. منها أربع مواقع ثقافية وموقع واحد مختلط. تقدم جميع هذه المواقع نظرة على الثقافات المختلفة التي عاشت في الأردن وتأثيرها على البلاد.
| موقع                                                     | سنة التسجيل | الفئة  |
| -------------------------------------------------------- | ----------- | ------ |
| البتراء                                                  | 1985        | ثقافية |
| القصير عمرة                                              | 1985        | ثقافية |
| أم الرصاص (كاستروم ميفعة)                                | 2004        | ثقافية |
| منطقة وادي رم المحمية                                    | 2011        | مختلط  |
| بيت عنيا عبر الأردن (المغطس) – موقع معمودية السيد المسيح | 2015        | ثقافية |

### البتراء
تمثل بقايا الحضارة النبطية في البتراء مثالًا رئيسيًا على التقاء التقاليد الشرقية القديمة بالهندسة المعمارية الهلنستية.

### قصر عمرة
بُني قصر عمرة في القرن الثامن، وهو قصر صحراوي جزء من مجمع قصور كبير، إلا أن معظم ما بقي من القصور الأخرى عبارة عن أطلال. تكمن أهمية القصر الثقافية في اللوحات الجدارية والجداريات الموجودة على سقفه، والتي تصور حياة المستوطنين الأوائل في المنطقة. وقد كان القصر بمثابة قاعدة عسكرية بعد تدميره. وكان سبب تصنيفه كموقع عالمي للتراث إظهار الحضارة الأموية.

### أم الرصاص
بُنيت منطقة أم الرصاص في القرن الخامس، واستخدمها الجيش الروماني كقاعدة نظرًا لإمكانية الوصول إليها كطريق تجاري في الصحراء الأردنية. وتُعتبر ذات أهمية ثقافية بسبب ارتباطاتها بالكتاب المقدس، حيث ذُكرت في سفر إرميا. وتعرض هندستها المعمارية جوانب من المجتمعات المسيحية والإسلامية التي احتلت المنطقة بعد الرومان، فضلاً عن آثار العصر البيزنطي مثل الكنائس وأرضيات الفسيفساء.

### محمية وادي رم
يقع وادي رم بجوار البتراء في أقصى جنوب الأردن بالقرب من الحدود الأردنية السعودية، وهو عبارة عن صحراء متنوعة التضاريس تشمل مجموعة من الأودية الضيقة والطرق المنحدرة والمنحدرات الشاهقة والأقواس الطبيعية، فضلاً عن أكوام كبيرة من الصخور المنهارة وعدد من الكهوف. وقد كانت المنطقة موطنًا للعديد من الثقافات لأكثر من 12 ألف عام. ويتجلى ذلك من خلال المنحوتات والبقايا الأثرية والعلامات الصخرية مثل النقوش الصخرية القديمة والتصميمات التي عُثر عليها في المعابد والصخور. سكنت العديد من القبائل البدوية في وادي رم. ومن بين جميع مواقع التراث العالمي التابعة لليونسكو في الأردن، فهو الموقع الوحيد المصنف على أنه مختلط.

### المعمودية (المغطس)
يقع المغطس على بُعد تسعة كيلو مترات شمال البحر الميت، ويُضم منطقتين أثريتين رئيسيتين هما تل الخرار، ومنطقة كنائس "يوحنا المعمدان" قُرب نهر الأردن. ويُعتبر هذا الموقع في التقاليد المسيحية موقع تعميد يسوع على يد يوحنا المعمدان، ويشمل المكان آثار تعود إلى العصور الرومانية والبيزنطية، مثل الكنائس والمعابد الصغيرة والأديرة، والكهوف التي كانت تُستخدم كملاجئ للنساك، وبرك مائية مخصصة للتعميد، وبقايا جبل مار الياس الذي كان ديرًا يُعرف أيضًا بتلة إيليا.

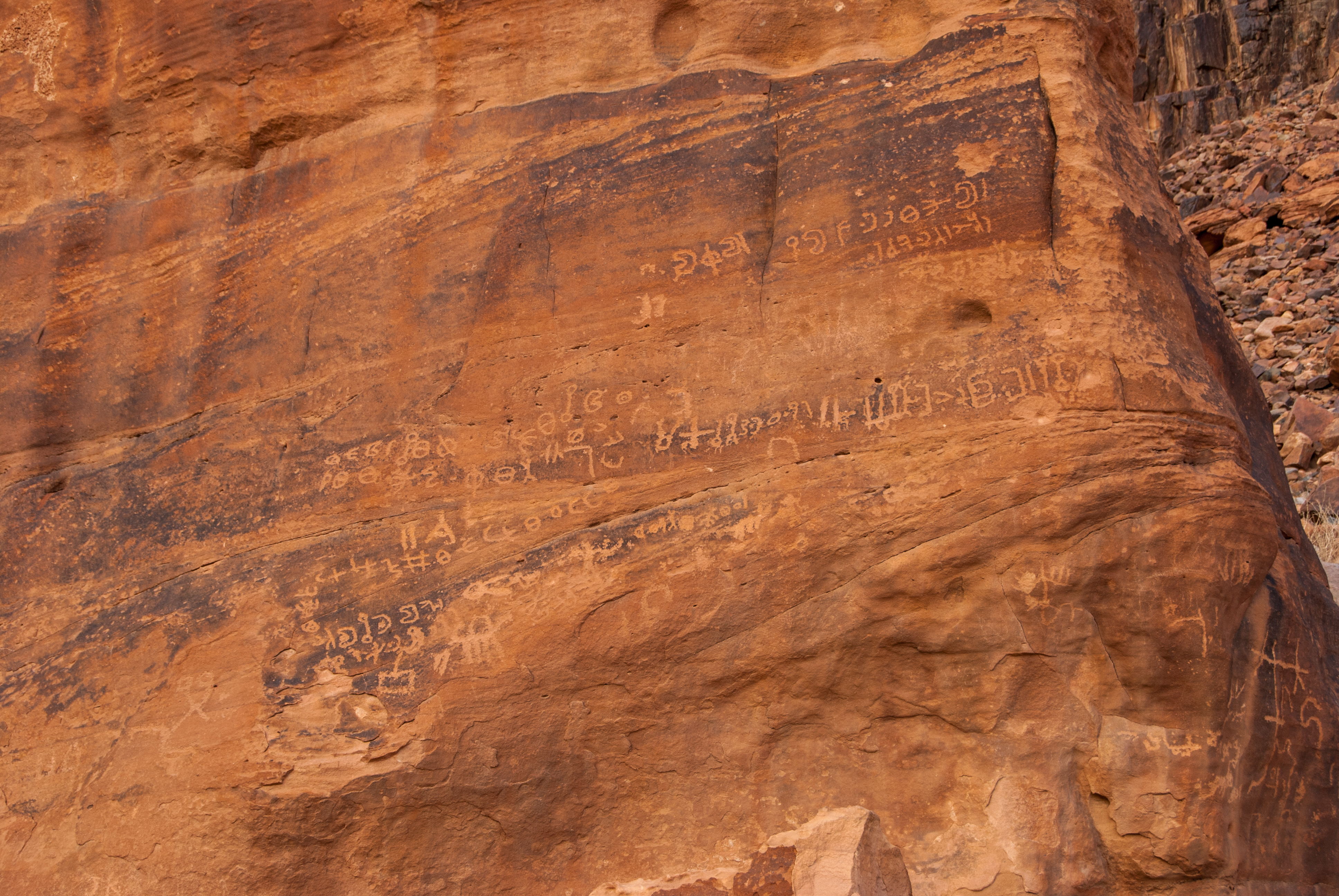
النقوش الثمودية في وادي رم
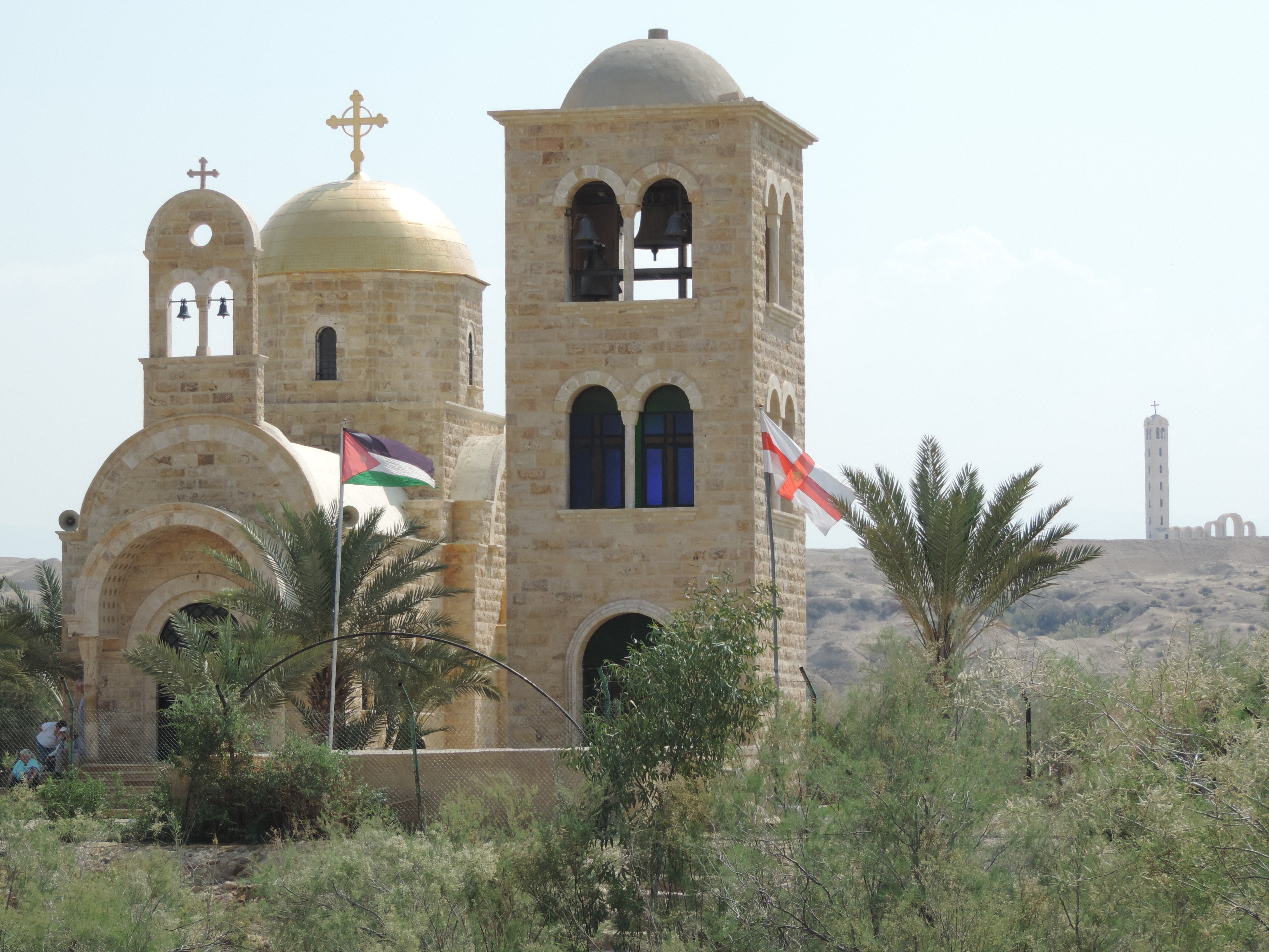
كنائس في بيت عيسى
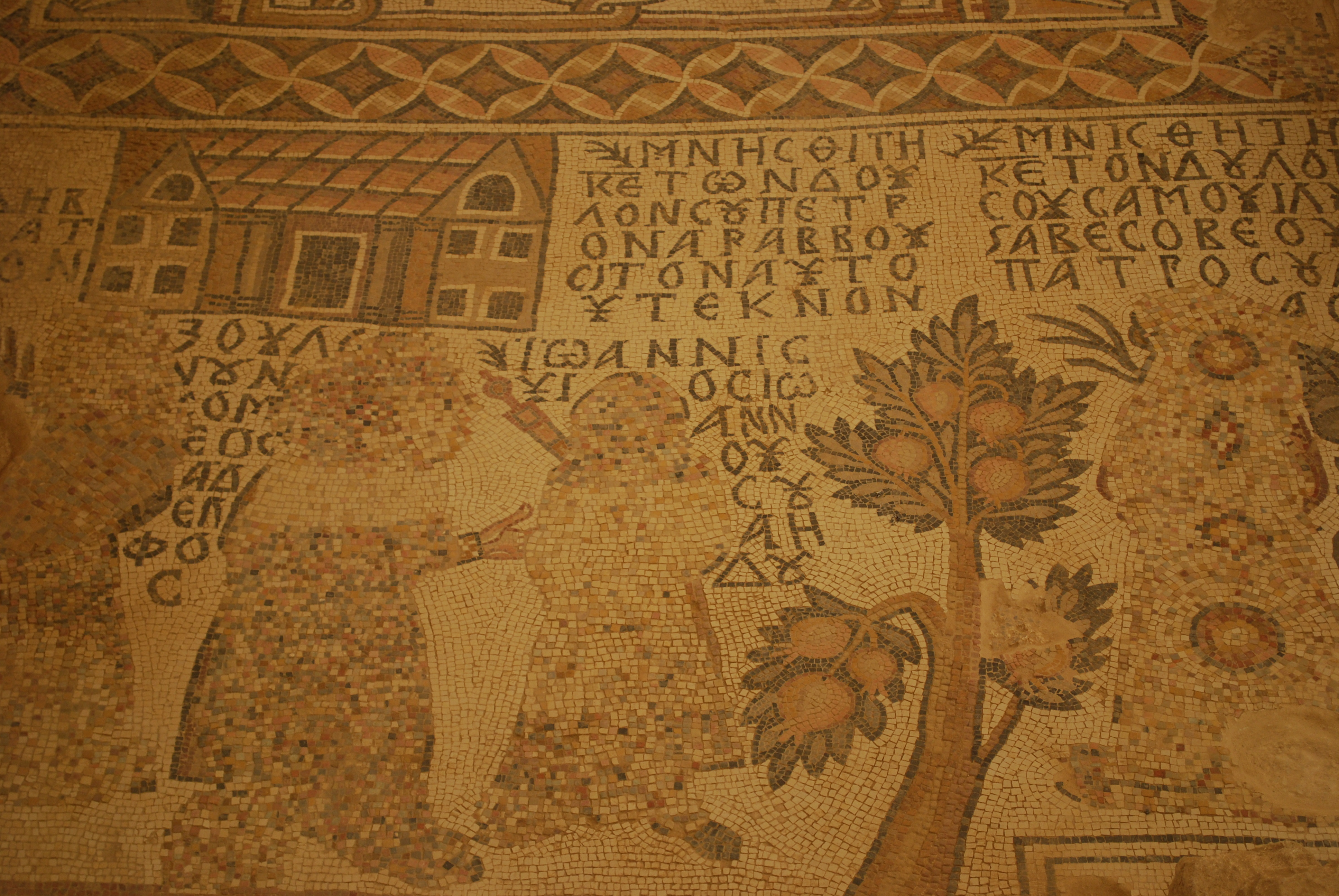
مثال على الأرضيات الموزاييكية في أم الرصاص
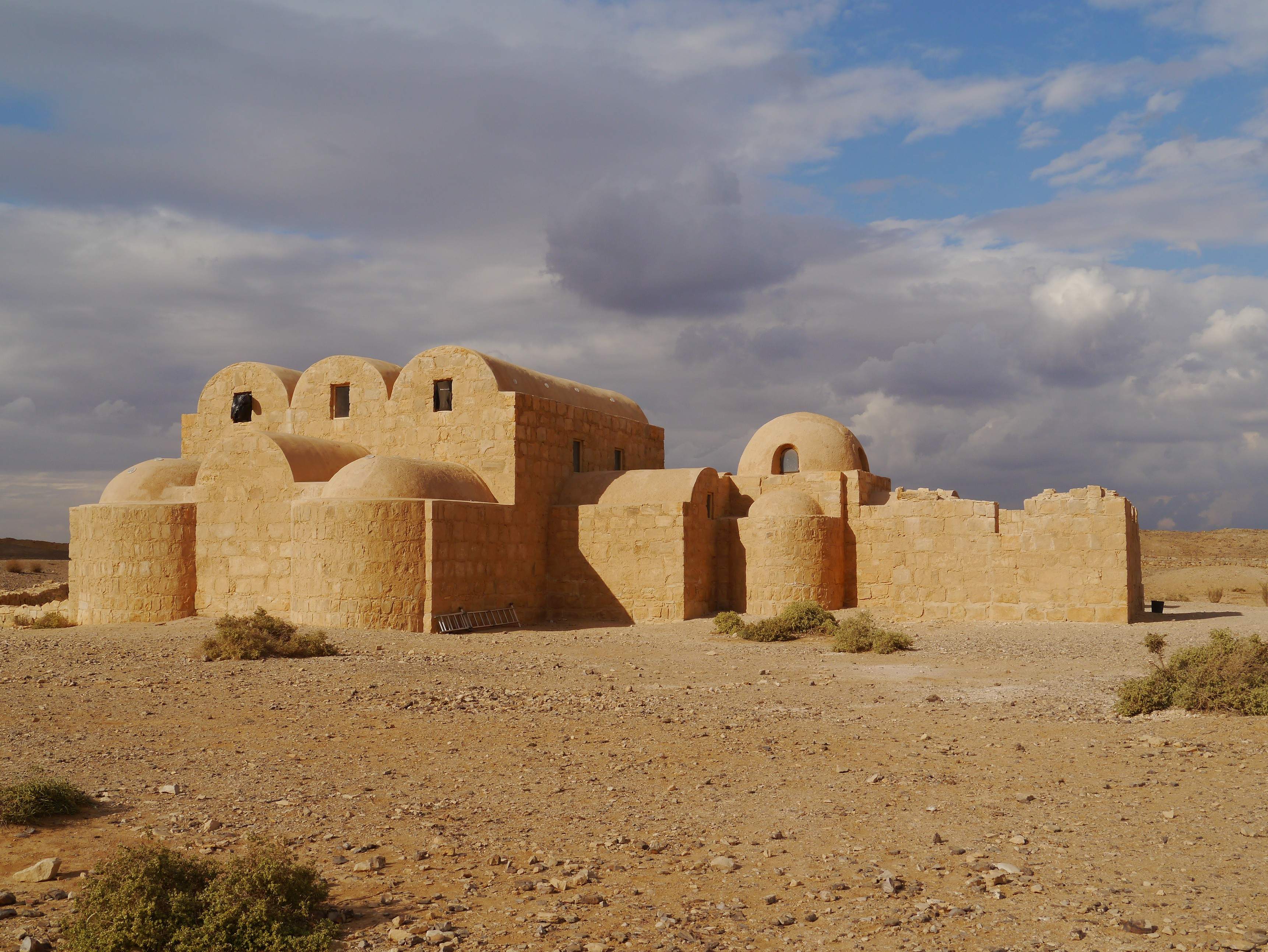
قصر عمرة

## أنظر أيضا
- قائمة أطول المباني في عمان
- تاريخ الهندسة المعمارية